# Ruth Prawer Jhabvala
Ruth Prawer Jhabvala (Colonia, 7 maggio 1927 – New York, 3 aprile 2013) è stata una sceneggiatrice e scrittrice inglese.
È conosciuta soprattutto grazie alla sua lunga collaborazione con James Ivory. Ha avuto tre nomination agli Oscar vincendo due volte, con la sceneggiatura di Camera con vista e con quella di  Casa Howard. Ha ricevuto il Premio Flaiano per la sceneggiatura per il complesso della sua produzione. 
Il suo romanzo Calore e polvere ha vinto il Booker Prize nel 1975.

## Filmografia

### Collaborazioni con James Ivory
- Il capofamiglia (The Householder) (1963)
- Shakespeare Wallah (1965)
- Il guru (The Guru) (1969)
- Il racconto di Bombay (Bombay Talkie) (1970)
- Autobiografia di una principessa (Autobiography of a Princess) (1975)
- Hullabaloo Over Georgie and Bonnie's Pictures - film TV (1976)
- Roseland (1977)
- Gli europei (The Europeans) (1979)
- Jane Austen a Manhattan (Jane Austen in Manhattan) (1980)
- Quartet (1981)
- Calore e polvere (Heat and Dust) (1983)
- I bostoniani (The Bostonians) (1984)
- Camera con vista (A Room with a View) (1985)
- Mr. & Mrs. Bridge (1990)
- Casa Howard (Howards End) (1992)
- Quel che resta del giorno (The Remains of the Day) (1993)
- Jefferson in Paris (1995)
- Surviving Picasso (1996)
- La figlia di un soldato non piange mai (A Soldier's Daughter Never Cries) (1998)
- The Golden Bowl (2001)
- Le Divorce - Americane a Parigi (2003)
- Quella sera dorata (The City of Your Final Destination) (2009)